# Minamiashigara
Minamiashigara (南足柄市?) è una città giapponese della prefettura di Kanagawa.